# بخش بلینسکی
بخش بلینسکی (به لاتین: Belinsky District) یک منطقهٔ مسکونی در روسیه است که در استان پنزا واقع شده‌است.